# Werkbalk

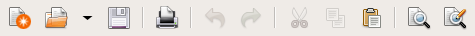
De werkbalk van gedit (2008)

In een grafische gebruikersomgeving is een werkbalk (Engels: toolbar) een balk met knoppen in het venster van een computerprogramma. Een werkbalk wordt ook wel een knoppenbalk genoemd.

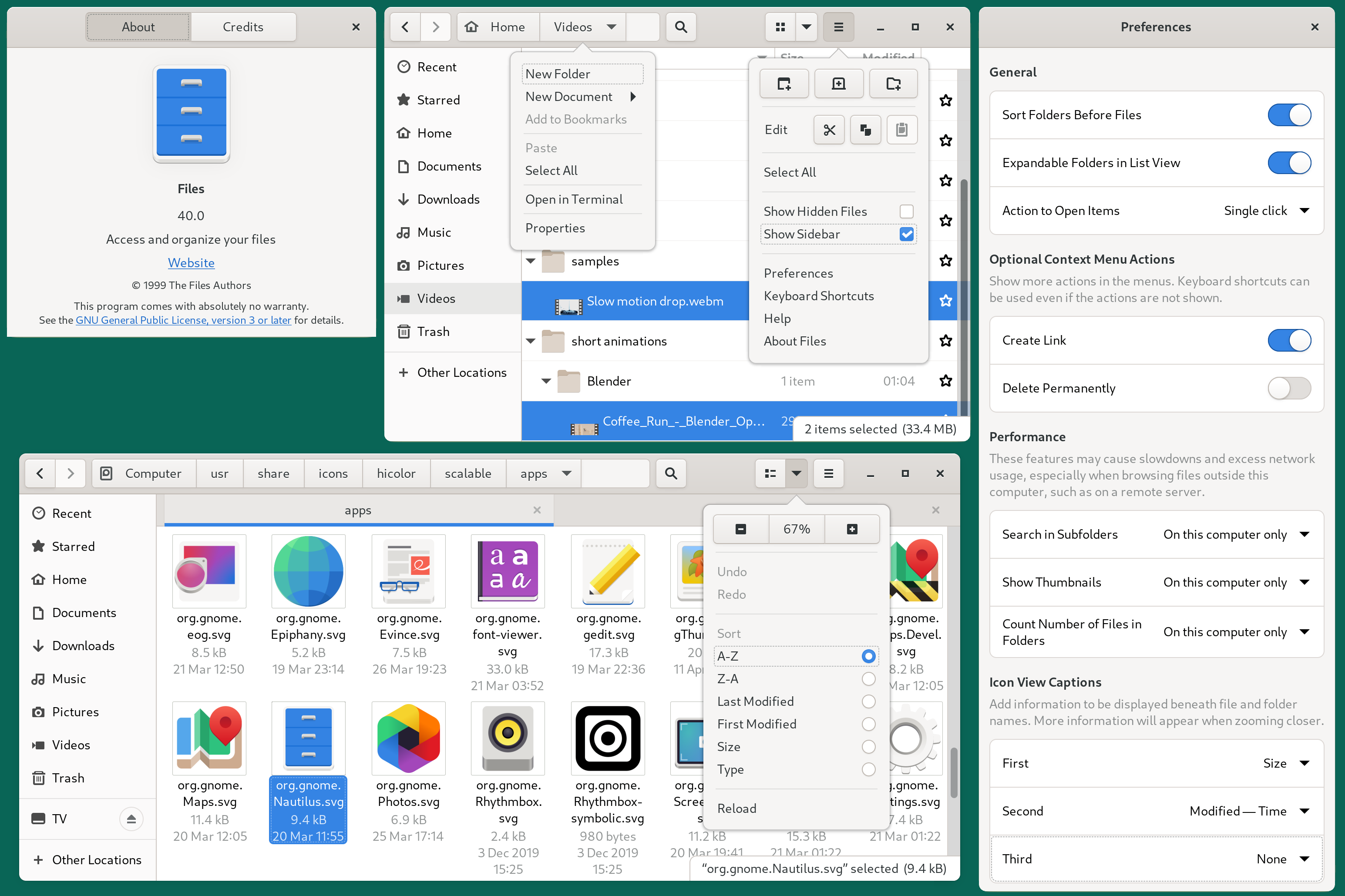
GNOME Bestanden met CSD (2021)

De werkbalk bevindt zich meestal onder de menubalk en bevat knoppen voor de meestgebruikte functies. Op de knoppen staat meestal een pictogram. Vaak verschijnt een tooltip met uitleg als men de muis boven een knop stilhoudt. Sommige programma's hebben meerdere werkbalken die boven elkaar worden getoond.
Een nieuwer concept is client-side decoration (CSD), waarbij programma's hun titelbalken aanleveren en eventueel eigen functionaliteit kunnen toevoegen, vaak ter vervanging van de werkbalk.

## Instelmogelijkheden
In veel programma's is de werkbalk vast ingesteld, maar er zijn ook programma's die de mogelijkheid hebben de werkbalk aan te passen.
De volgende mogelijkheden komen voor:
Sommige programma's hebben de mogelijkheid knoppen naar keuze op de werkbalk te zetten, dus met de functies die de gebruiker het meest gebruikt.
Sommige werkbalken kunnen desgewenst verborgen worden.
Dit komt vooral voor bij programma's die veel werkbalken hebben, bijvoorbeeld Microsoft Office en LibreOffice.
Er is dan een menu waarin kan worden aangegeven welke werkbalken wel en welke niet getoond moeten worden.
Er zijn ook programma's die de mogelijkheid hebben dat een werkbalk wordt versleept naar een andere positie.
Zo kan de volgorde van de werkbalken veranderd worden, kunnen twee werkbalken naast elkaar worden gezet, en zelfs is het mogelijk dat een werkbalk de vorm krijgt van een apart venstertje.